# Митавский, Борис
Борис Митавский (12 августа 1948, Санкт-Петербург, имя при рождении Борис Николаевич Иванов) — русский художник.

## Биография
Имеет высшее химическое образование, а также закончил 4-годичное вечернее рисовальное отделение Института живописи, скульптуры и архитектуры им. И. Е. Репина и прослушал годичный цикл лекций по истории искусства в Государственном Эрмитаже.
В 1973 году совместно с Сергеем Ковальским и Виктором Богорадом основал художественную группу «Инаки» и участвовал во всех её выставках. Тогда же начал принимать активное участие в движении художников нон-конформистов второй волны (движение деятелей искусства за свободу творчества против коммунистической идеологии). Один из организаторов крупнейшей в СССР квартирной выставки на улице Бронницкой в 1981 году и один из членов учредителей ТЭИИ (Товарищество Экспериментального Изобразительного Искусства ). В 1985 году в рамках ТЭИИ, совместно с Ярославом Суховым организует группу «Остров», выставки, которой прошли в городе с большим успехом. В течение нескольких лет работал промышленным дизайнером. Участник аукциона «Друо» в Париже и Гернси в Нью-Йорке. Участвовал в 55 выставках в СССР, России и за рубежом.
Работает в технике масляной живописи и графике (монотипии). Как художник прошел путь увлечения абстракционизмом, экспрессионизмом, конструктивизмом, сюрреализмом и мистическим реализмом. В настоящее время в своем творчестве уделяет большое внимание объемной живописи. Работы художника находятся в собрании Музея истории Санкт-Петербурга, а также в частных собраниях России, Германии, США, Франции, Израиля, Японии, Финляндии, Швеции, Англии и др. стран.
В 1996 году Борис Митавский вместе с семьёй переехал на постоянное жительство в Германию. Имел персональные выставки в г. Штадтхагене, Ганновере, где и проживает в настоящее время. Участвовал в художественных выставках Толстовского фонда к 200-летию А. С. Пушкина в Ганновере и к дням российской культуры в Берлине. Все работы Бориса Митавского проникнуты духом философского осмысления бытия человека, его среды, мистического предназначения искусства и самой жизни.

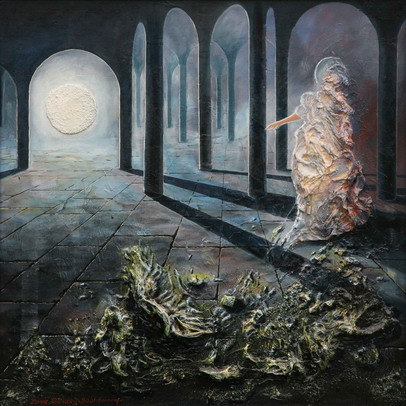

## Выставки и аукционы
- 1973: первая неофициальная квартирная выставка в группе «Инаки»
- 1973: первая официальная выставка в ДК им.10-летия Октября
- 1973-81: участник квартирных выставок в г. Ленинграде.
- 1987: 1-я выставка группы «Остров» в ДК им. Цурюпы.
- 1987: выставка в Елагином дворце
- 1988: выставка группы «Остров» в ДК им. Цурюпы.
- 1988: участник аукциона Гернси в Нью-Йорке
- 1988: выставка «Мир света», г. Москва
- 1989: выставка современного искусства в Манеже (Санкт-Петербург)
- 1989: создание клуба художников «Пять углов» и выставка группы «Остров» на ул. Правды ДК «Пищевиков»
- 1989: выставка религиозного искусства г. Геттинген, ФРГ.
- 1990: участник аукциона Друо «Перестройка искусства Ленинграда»
- 1991: выставки в составе группы «Новые романтики»
- 1997: 1-я персональная выставка в г. Штадтхаген
- 1998: 2-я персональная выставка в г. Ганновер
- 1999: участник выставки организованным Толстовским фондом, посвященной А. С. Пушкину в г. Ганновер.
- 2003: участник выставки по программе «Года Русской культуры в Германии», г. Берлин, ФРГ.
- 2004: участник II независимой Биеннале (БИН-2004),Санкт-Петербург, Манеж
- 2008: участник выставки «Остров» 20 лет спустя, Санкт-Петербург, Выставочный центр Союза Художников

С 2004 года его работы в экспозиции Музея нонконформистского искусства, Санкт-Петербург, Россия.
Участник более чем 46 выставок в России и за её пределами.
Работы находятся в частных собраниях США, Израиля, Германии, Франции, Дании, Швеции, Англии, Польши, Австрии, Финляндии, Японии.
Член Товарищества «Свободная культура», Санкт-Петербург, Россия.